# Cayó de la gloria el diablo
Cayó de la gloria el diablo es una película mexicana de 1971 y estrenada el año 1972 fue dirigida por José Estrada.

## Argumento
Don Eme (Ignacio López Tarso) es un viejo pobre y analfabeto que trabaja en un negocio de reciclaje de papel junto con su sobrino (Sergio Jiménez), quien finalmente se va a trabajar a los Estados Unidos. Don Eme no sabe hacer las cuentas del negocio y tiene que cerrarlo para dedicarse a ser tragafuegos en las calles del centro de la Ciudad de México. Corteja a la dueña de una pollería, Nachita (Evita Muñoz "Chachita"), quien acepta gracias a la momentánea popularidad que el tragafuegos obtiene al ganar un concurso de televisión en Televicentro. Cambian entonces los roles, y es Nachita quien seduce al tragafuegos; juntos ensayan para que se aprenda de memoria y declame el poema "El brindis del bohemio" y grabe un disco, uno de los premios ganados en el concurso. Al mismo tiempo, don Eme empieza a frecuentar a una vecina llamada Esperanza (Claudia Islas), quien trabaja en las noches como bailarina (Popea) en el Teatro Blanquita y quien tiene mala fama entre los vecinos. Nachita termina engañándolo con su sobrino que ha regresado de trabajar, los descubre y tiene una pelea con él. Nachita se justifica echándole en cara que se ve con Esperanza (Claudia Islas), don Eme queda desilusionado de ésta porque ella debuta en un cabaret como bailarina de streap tease y tienen una discusión. Al final, queda solo, sin fama y sin ninguna opción más que volver a las calles como tragafuego.
En este filme el realizador le rinde un homenaje al Centro Histórico de la Ciudad de México, particularmente a la Calle de Dolores, la colonia Guerrero y al antiguo cine Monumental de la Avenida Hidalgo en la Ciudad de México. Además aparece brevemente la estatua ubicada afuera de la estación del metro Balderas en la esquina de Niños Héroes y Avenida Chapultepec.
"Chachita" ganó la Diosa de Plata por su interpretación.

## Reparto
- Ignacio López Tarso - Emeterio Sánchez (don Eme)
- Evita Muñoz "Chachita" - Nachita
- Claudia Islas - Esperanza o Popea
- Sergio Jiménez - Juan, sobrino
- Omar Jasso - Un hombre ciego
- Ernesto Gómez Cruz - Chester
- Mario Casillas - Pepe, director T.V.
- Juan Peláez - Julián, asistente T.V.
- Nick Santini - Animador
- Pancho Córdova- Ingeniero de grabación
- Marta Aura - Zoila Margarita Acosta, soprano
- Salvador Sánchez - Concursante charro cantor
- Jorge Fegán - Vecino
- Leonor Gómez - Comadre
- Sergio Guzik - Tirso, encargado del vestuario
- Graciela Lara - Secretaria
- Guillermo Álvarez Bianchi - Gordo de la feria
- Fernando Villafuerte - Locutor de cabaret
- Juan Allende - Chofer de camioneta
- Gerardo Zepeda - Chofer del camión
- José García Luquín - músico

## Datos adicionales
José García Luquín fue uno de los mejores trompetistas de México, originario de Guadalajara, Jalisco, aunque la mayor parte de su vida transcurrió en Ixtlahuacan de los Membrillos, Jalisco. Se casó con Aurora Ramírez Mora, hija de quien fue, en la década de 1950, presidente municipal, Ramón Ramírez.[cita requerida]
- Datos: Q5759345